# Districte de Morrumbala
El districte de Morrumbala és un districte de Moçambic, situat a la província de Zambézia. Té una superfície de 12.801 kilòmetres quadrats. En 2007 comptava amb una població de 358.913 habitants. Limita al nord amb el districte de Milange, a l'oest amb Malawi i el districte de Mutarara de la província de Tete, al sud amb el districte de Mopeia i a l'est amb els districtes d'Inhassunge i Nicoadala.

## Divisió administrativa
El districte està dividit en quatre postos administrativos (Chire, Derre, Megaza i Morrumbala, compostos per les següents localitats:
- Posto Administrativo de Chire:
  - Chilomo
  - Chire
  - Gorro
- Posto Administrativo de Derre:
  - Derre
  - Guerissa
  - Machindo
- Posto Administrativo de Megaza:
  - Megaza
  - Pinda
  - Sabe
- Posto Administrativo de Morrumbala
  - Boroma
  - Mepinha
  - Morrumbala
  - Muandiua